# پیریمیفوس متیل
پیریمیفوس متیل (به انگلیسی: Pirimiphos-methyl) با فرمول شیمیایی C۱۱H۲۰N۳O۳PS یک ترکیب شیمیایی است. که جرم مولی آن ۳۰۵٫۳۳۴ g/mol می‌باشد. شکل ظاهری این ترکیب، مایع قرمز است.